# Bulbophyllum corallinum
Bulbophyllum corallinum är en orkidéart som beskrevs av Pierre Tixier och André Guillaumin. Bulbophyllum corallinum ingår i släktet Bulbophyllum och familjen orkidéer. Inga underarter finns listade i Catalogue of Life.